# Tupí (màquina)

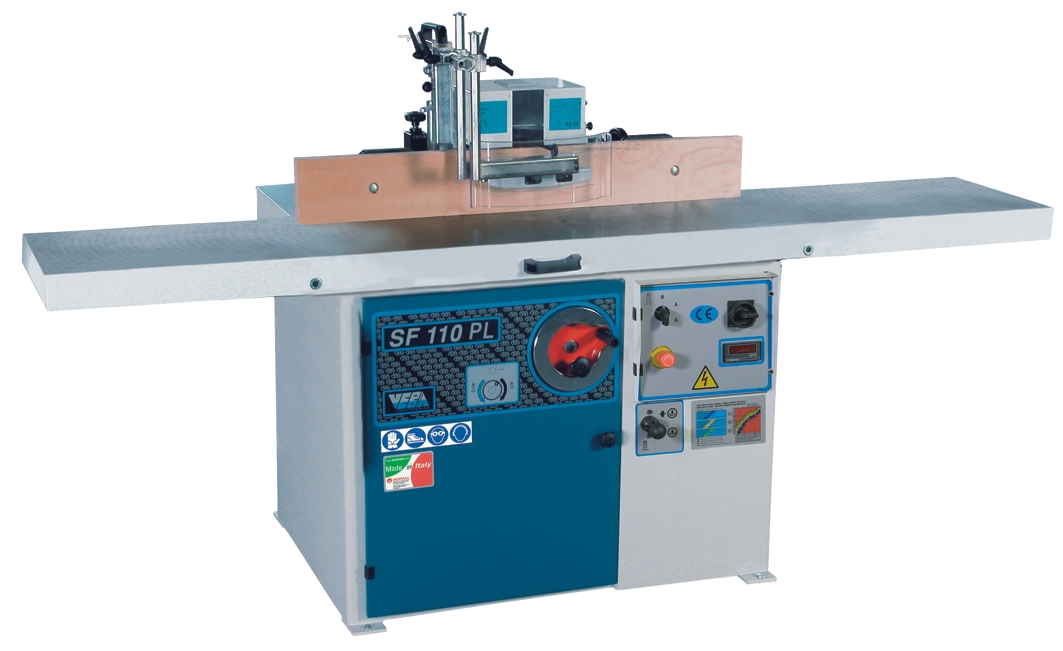
Tupí

Una tupí és una màquina eina usada en fusteria per donar formes especials a peces de fusta. Una tupí es compon de:
- Una taula de treball horitzontal.
- Un arbre vertical amb una fresa allotjat en una cavitat de la taula.
- Una guia vertical perpendicular a la taula.

Les posicions de la fresa i de la guia són regulables.
L'arbre portador i la fresa són accionats per un motor elèctric. La velocitat de gir és regulable, en models antics mitjançant una transmissió adequada, en els moderns, de forma electrònica.
Algunes tupís poden tenir els elements següents:
- Un corró o corrons d'alimentació.
- Un carro guia que permet adaptar la tupí per fer encadellats.
- Un arbre inclinable.

## Dispositius de seguretat
Les primitives tupís, amb el capçal de tall a l'aire i sense cap dispositiu de seguretat eren màquines molt perilloses. Les tupís modernes disposen d'alguns elements de seguretat:
- La tapa guarda capçal. Una coberta de plàstic que oculta el capçal, tapant-lo pel damunt. Normalment gira sobre un coixinet de rodament que permet que giri lliurement. Limita la possibilitat de contacte involuntari de les mans amb el capçal de tall.
- Elements de guia i fixació de les peces a treballar. A més d'augmentar la seguretat milloren la qualitat del treball, assegurant la posició relativa entre peça de fusta i capçal. Un d'aquests elements és el piu de suport o piu d'atac (en anglès starter pin o fulcrum pin), un petit piu metàl·lic amb base roscada que es fixa en un trau a una distància apropiada del capçal. La manera correcta de començar una tasca en una tupí sense guia o a mans lliures, és mantenir la peça de fusta contra el piu i després començar a tallar movent la peça contra el capçal.
- Sistema mecànic d'alimentació. Un alimentador automàtic és, probablement, el millor dispositiu de seguretat, tot i que és molt car. Un alimentador automàtic consta de tres o quatre corrons que poden anar a diferents velocitats. Un sistema d'alimentació adequat permet un treball més acurat i que les mans de l'operari estiguin lluny del capçal de tall. Els corrons estan folrats de cautxú o un material similar per millorar el coeficient de fregament i l'adherència amb la peça de fusta.

Totes les màquines amb eines de tall mogudes amb motor són potencialment perilloses. Però la tupí, si més no en les màquines antigues, ho és especialment.